# WDF Europe Cup
Der WDF Europe Cup ist die Europameisterschaft im Darts des offiziellen Weltverbandes WDF. Sie findet alle zwei Jahre statt. Der Konterpart des WDF Europe Cups im Jugendbereich ist der WDF Europe Cup Youth.

## Geschichte
Das erste Mal wurde der Europe Cup 1978 als reiner Herrenbewerb ausgetragen. Im Einzelbewerb siegte John Lowe (England), den Doppelbewerb konnten das Duo John Lowe/Eric Bristow (England) für sich entscheiden. Der Titel im Teambewerb ging an die schottische Mannschaft. Gesamtsieger beim ersten WDF Europe Cup wurde England.
1982 fand zum ersten Mal auch ein Damenbewerb im Rahmen des WDF Europe Cup statt. Die Siegerinnen waren im Einzelbewerb Sandra Gibbs (Wales) und im Doppelbewerb Charlotte Eriksson & Carina Sahlberg (Schweden).
Seit 1978 wird der WDF Europe Cup mit wechselnden Spielorten alle 2 Jahre veranstaltet. Im Jahr 2020 wurde aufgrund der COVID-19-Pandemie von einer Abhaltung des Events abgesehen.

## Modus
Ein Team besteht bei Damen und Herren aus je 4 Spielern. Es werden je ein Einzel-, Doppel- und Teambewerb ausgetragen, bei welchen je separate Titel ausgetragen werden. Die Ergebnisse aus diesen Bewerben werden in Punkte umgerechnet, welche wiederum entweder in die Herren- bzw. Damen-Gesamtwertung einfließen. Die Nation, welche am Ende des Turniers in einer Gesamtwertung führt, gewinnt diese.

## Ergebnisse

### Herren

#### Herreneinzel
| Jahr | Austragungsort                          | Sieger                                  | Ergebnis                                | Gegner                                  |
| ---- | --------------------------------------- | --------------------------------------- | --------------------------------------- | --------------------------------------- |
| 1978 | Kopenhagen                              | John Lowe                               | 4 : 1                                   | Jocky Wilson                            |
| 1980 | Ebbw Vale                               | Tony Brown                              | 4 : 0                                   | Eric Bristow                            |
| 1982 | Southend-on-Sea                         | Bobby George                            | 4 : 1                                   | Eric Bristow                            |
| 1984 | Den Haag                                | John Lowe                               | 4 : 0                                   | Leighton Rees                           |
| 1986 | Turku                                   | John Lowe                               | 4 : 2                                   | Cliff Lazarenko                         |
| 1988 | Great Yarmouth                          | Mike Gregory                            | 4 : 0                                   | Trevor Nurse                            |
| 1990 | Verdala                                 | Phil Taylor                             | 4 : 3                                   | Eric Burden                             |
| 1992 | Helsinki                                | Phil Taylor                             | 4 : 2                                   | John Lowe                               |
| 1994 | Stockholm                               | Steve Beaton                            | 4 : 3                                   | Martin Adams                            |
| 1996 | Bundoran                                | Martin Adams                            | 4 : 3                                   | Roland Scholten                         |
| 1998 | Oslo                                    | Co Stompé                               | 4 : 2                                   | Andy Fordham                            |
| 2000 | Veldhoven                               | Mitchell Crooks                         | 4 : 2                                   | Ritchie Davies                          |
| 2002 | Mechelen                                | Peter Johnstone                         | 4 : 1                                   | Mervyn King                             |
| 2004 | Tampere                                 | Raymond van Barneveld                   | 4 : 2                                   | Robert Wagner                           |
| 2006 | Ennis                                   | Mark Webster                            | 4 : 3                                   | Niels de Ruiter                         |
| 2008 | Kopenhagen                              | Mark Webster                            | 4 : 0                                   | Daryl Gurney                            |
| 2010 | Antalya                                 | Martin Phillips                         | 7 : 3                                   | Willy van de Wiel                       |
| 2012 | Antalya                                 | Gary Stone                              | 7 : 4                                   | Christian Kist                          |
| 2014 | Bukarest                                | David Doncannon                         | 7 : 5                                   | Darius Labanauskas                      |
| 2016 | Egmond aan Zee                          | Richard Veenstra                        | 7 : 5                                   | Jim Williams                            |
| 2018 | Budapest                                | Martin Heneghan                         | 7 : 2                                   | Pavel Jirkal                            |
| 2020 | Abgesagt aufgrund der COVID-19-Pandemie | Abgesagt aufgrund der COVID-19-Pandemie | Abgesagt aufgrund der COVID-19-Pandemie | Abgesagt aufgrund der COVID-19-Pandemie |
| 2022 | Gandia                                  | Jacques Labre                           | 7 : 2                                   | Teemu Harju                             |
| 2024 | Šamorín                                 | Dennie Olde Kalter                      | 7 : 5                                   | Adrian Devine                           |
| 2026 | Tórshavn                                |                                         | :                                       |                                         |

#### Herrendoppel
| Jahr | Austragungsort                          | Sieger                                      | Ergebnis                                | Gegner                                  |
| ---- | --------------------------------------- | ------------------------------------------- | --------------------------------------- | --------------------------------------- |
| 1978 | Kopenhagen                              | Eric Bristow/John Lowe                      | 4 : 0                                   | Cliff Lazarenko/Doug McCarthy           |
| 1980 | Ebbw Vale                               | Stefan Lord/Björn Enquvist                  | 4 : 2                                   | Rab Smith/Alistair Forrester            |
| 1982 | Southend-on-Sea                         | Stefan Lord/Björn Enquvist                  | 4 : 2                                   | Peter Masson/Jim McGuigan               |
| 1984 | Den Haag                                | Cliff Lazarenko/Dave Whitcombe              | 4 : 3                                   | Peter Locke/Malcolm Davies              |
| 1986 | Turku                                   | Eric Bristow/John Lowe                      | 4 : 2                                   | Kexi Heinaharju/Tapani Uitos            |
| 1988 | Great Yarmouth                          | Stefan Lord/Lars Erik Karlsson              | 4 : 0                                   | Magnus Caris/Andree Bomander            |
| 1990 | Verdala                                 | Phil Taylor/Bob Anderson                    | 4 : 2                                   | John Lowe/Eric Bristow                  |
| 1992 | Helsinki                                | Ronnie Sharp/Jamie Harvey                   | 4 : 3                                   | ???/???                                 |
| 1994 | Stockholm                               | Eric Burden/Martin Phillips                 | 4 : 3                                   | Sean Palfrey/Richie Burnett             |
| 1996 | Bundoran                                | Martin Adams/Andy Fordham                   | 4 : 2                                   | Raymond van Barneveld/Braulio Roncero   |
| 1998 | Oslo                                    | Sean Palfrey/Martin Phillips                | 4 : 1                                   | Peter Johnstone/Mike Veitch             |
| 2000 | Veldhoven                               | Raymond van Barneveld/Co Stompé             | 4 : 3                                   | Mervyn King/Ted Hankey                  |
| 2002 | Mechelen                                | Martin Adams/Mervyn King                    | 4 : 0                                   | Gary Anderson/Peter Johnstone           |
| 2004 | Tampere                                 | Raymond van Barneveld/Vincent van der Voort | 4 : 3                                   | Mervyn King/Martin Adams                |
| 2006 | Ennis                                   | Paul Hanvidge/Paul McGimpsey                | 4 : 0                                   | Marko Kantele/Jarkko Komula             |
| 2008 | Kopenhagen                              | Martin Adams/John Walton                    | 4 : 2                                   | Marko Kantele/Jarkko Komula             |
| 2010 | Antalya                                 | Martin Adams/Scott Waites                   | 6 : 4                                   | Darryl Fitton/Tony O’Shea               |
| 2012 | Antalya                                 | Jan Dekker/Christian Kist                   | 6 : 0                                   | Darius Labanauskas/Arunas Ciplys        |
| 2014 | Bukarest                                | Scott Waites/Scott Mitchell                 | 6 : 5                                   | Glen Durrant/James Wilson               |
| 2016 | Egmond aan Zee                          | Wesley Harms/Richard Veenstra               | 6 : 2                                   | Ross Montgomery/Alan Soutar             |
| 2018 | Budapest                                | Scott Mitchell/Daniel Day                   | 6 : 3                                   | Martijn Kleermaker/Chris Landman        |
| 2020 | Abgesagt aufgrund der COVID-19-Pandemie | Abgesagt aufgrund der COVID-19-Pandemie     | Abgesagt aufgrund der COVID-19-Pandemie | Abgesagt aufgrund der COVID-19-Pandemie |
| 2022 | Gandia                                  | Scott Williams/Joshua Richardson            | 6 : 2                                   | Sebastian Białecki/Dariusz Marciniak    |
| 2024 | Šamorín                                 | Johan Engström/Andreas Harrysson            | 6 : 3                                   | Scott Mitchell/Cam Crabtree             |
| 2026 | Tórshavn                                |                                             | :                                       |                                         |

#### Herrenteam
| Jahr | Austragungsort                          | Sieger                                                                        | Ergebnis                                | Gegner                                                                             |
| ---- | --------------------------------------- | ----------------------------------------------------------------------------- | --------------------------------------- | ---------------------------------------------------------------------------------- |
| 1978 | Kopenhagen                              | Schottland Jocky Wilson Rab Smith George Nicholl Eric MacLean                 | 9 : 3                                   | Wales John Assiratti Alan Evans Leighton Rees Tony Ridler                          |
| 1980 | Ebbw Vale                               | England Eric Bristow John Lowe Tony Brown Cliff Lazarenko                     | 9 : 3                                   | Wales Dyfri Jones Wayne Locke Ceri Morgan Leighton Rees                            |
| 1982 | Southend-on-Sea                         | England Eric Bristow Dave Whitcombe Bobby George Cliff Lazarenko              | 9 : 1                                   | Wales Dyfri Jones Peter Locke Ceri Morgan Tony Ridler                              |
| 1984 | Den Haag                                | England Eric Bristow John Lowe Dave Whitcombe Cliff Lazarenko                 | 9 : 7                                   | Nordirland Steve Brennan Ray Farrell David Keery Fred McMullan                     |
| 1986 | Turku                                   | England Eric Bristow John Lowe Dave Whitcombe Cliff Lazarenko                 | 9 : 3                                   | Belgien Freddy Laebens Willy Logie Felix Smout Frans De Vooght                     |
| 1988 | Great Yarmouth                          | Wales Eric Burden Chris Johns Richie Burnett Geraint Wilson                   | 9 : 7                                   | Schottland Peter Masson Peter McDonald Trevor Nurse Jocky Wilson                   |
| 1990 | Verdala                                 | England Eric Bristow John Lowe Phil Taylor Bob Anderson                       | 9 : 1                                   | Schweden Magnus Caris Lars Erik Karlsson Ulf Liman Stefan Nagy                     |
| 1992 | Helsinki                                | England John Lowe Phil Taylor Bob Anderson Alan Warriner                      | 9 : 3                                   | Wales ???                                                                          |
| 1994 | Stockholm                               | England Steve Beaton Martin Adams Ronnie Baxter Kevin Kenny                   | 9 : 7                                   | Wales Eric Burden Richie Burnett Sean Palfrey Martin Phillips                      |
| 1996 | Bundoran                                | England Steve Beaton Martin Adams Ronnie Baxter Andy Fordham                  | 9 : 5                                   | Wales Eric Burden Marshall James Sean Palfrey Mark Salmon                          |
| 1998 | Oslo                                    | England Steve Beaton Martin Adams Ronnie Baxter Andy Fordham                  | 9 : 5                                   | Belgien Chris Van den Bergh Tanguy Borra Erik Clarys Luc Vriesacker                |
| 2000 | Veldhoven                               | England Martin Adams Mervyn King Kevin Painter Ted Hankey                     | 9 : 3                                   | Niederlande Frans Harmsen Arjan Moen Co Stompé Raymond van Barneveld               |
| 2002 | Mechelen                                | Schottland Mike Veitch Peter Johnstone Gary Anderson George Dalglish          | 9 : 8                                   | Niederlande Albertino Essers Co Stompé Raymond van Barneveld Vincent van der Voort |
| 2004 | Tampere                                 | England Martin Adams Mervyn King John Walton Ted Hankey                       | 9 : 7                                   | Schottland Gary Anderson Paul Hanvidge Paul McGimpsey Mike Veitch                  |
| 2006 | Ennis                                   | Niederlande Co Stompé Vincent van der Voort Jelle Klaasen Niels de Ruiter     | 9 : 2                                   | Schottland Gary Anderson Paul Hanvidge Paul McGimpsey Mike Veitch                  |
| 2008 | Kopenhagen                              | Dänemark Per Laursen Frede Johansen Stig Jørgensen Preben Krabben             | 9 : 8                                   | Niederlande Daniel Brouwer Fabian Roosenbrand Joey ten Berge Willy van de Wiel     |
| 2010 | Antalya                                 | Belgien Ronny Huybrechts Kim Huybrechts Kurt van de Rijck Geert De Vos        | 9 : 5                                   | Niederlande Cor Ernst Rick Hofstra Joey ten Berge Willy van de Wiel                |
| 2012 | Antalya                                 | Niederlande Christian Kist Wesley Harms Jan Dekker Benito van de Pas          | 9 : 7                                   | England Martin Adams Martin Atkins Tony O’Shea Scott Waites                        |
| 2014 | Bukarest                                | Wales Jonny Clayton Martin Phillips David Smith-Hayes Wayne Warren            | 9 : 7                                   | England Glen Durrant Scott Mitchell Scott Waites James Wilson                      |
| 2016 | Egmond aan Zee                          | England Scott Mitchell Glen Durrant Jamie Hughes James Hurrell                | 9 : 6                                   | Niederlande Wesley Harms Jeffrey Sparidaans Richard Veenstra Gino Vos              |
| 2018 | Budapest                                | Schweden Andreas Harrysson Daniel Larsson Edwin Torbjörnsson Oskar Lukasiak   | 9 : 5                                   | Niederlande Martijn Kleermaker Chris Landman Willem Mandigers Richard Veenstra     |
| 2020 | Abgesagt aufgrund der COVID-19-Pandemie | Abgesagt aufgrund der COVID-19-Pandemie                                       | Abgesagt aufgrund der COVID-19-Pandemie | Abgesagt aufgrund der COVID-19-Pandemie                                            |
| 2022 | Gandia                                  | England James Hurrell Scott Williams Joshua Richardson Luke Littler           | 9 : 8                                   | Niederlande Danny van Trijp Dennie Olde Kalter Jelle Klaasen Wesley Plaisier       |
| 2024 | Šamorín                                 | Schweden Johan Engström Andreas Harrysson Edwin Torbjörnsson Viktor Tingström | 9 : 7                                   | Tschechien Alexander Mašek Vítězslav Sedlak Pavel Drtil David Písek                |
| 2026 | Tórshavn                                |                                                                               | :                                       |                                                                                    |

### Damen

#### Dameneinzel
| Jahr | Austragungsort                          | Sieger                                  | Ergebnis                                | Gegner                                  |
| ---- | --------------------------------------- | --------------------------------------- | --------------------------------------- | --------------------------------------- |
| 1982 | Southend-on-Sea                         | Sandra Gibb                             | 3 : 1                                   | Ann-Marie Davies                        |
| 1984 | Den Haag                                | Linda Batten                            | 3 : 1                                   | Sharon Kemp                             |
| 1986 | Turku                                   | Jayne Kempster                          | 4 : 0                                   | Maarit Fagerholm                        |
| 1988 | Great Yarmouth                          | Sue Edwards                             | 4 : 1                                   | Jayne Kempster                          |
| 1990 | Verdala                                 | Sue Edwards                             | 4 : 0                                   | Vicky Pruim                             |
| 1992 | Helsinki                                | Heike Ernst                             | 4 : 1                                   | Sandra Greatbatch                       |
| 1994 | Stockholm                               | Deta Hedman                             | 4 : 2                                   | Francis Hoenselaar                      |
| 1996 | Bundoran                                | Francis Hoenselaar                      | 4 : 3                                   | Deta Hedman                             |
| 1998 | Oslo                                    | Denise Cassidy                          | 4 : 3                                   | Mandy Solomons                          |
| 2000 | Veldhoven                               | Trina Gulliver                          | 4 : 0                                   | Ann-Louise Peters                       |
| 2002 | Mechelen                                | Claire Bywaters                         | 4 : 2                                   | Francis Hoenselaar                      |
| 2004 | Tampere                                 | Francis Hoenselaar                      | 4 : 3                                   | Trina Gulliver                          |
| 2006 | Ennis                                   | Trina Gulliver                          | 4 : 2                                   | Claire Bywaters                         |
| 2008 | Kopenhagen                              | Louise Hepburn                          | 4 : 0                                   | Lisa Ashton                             |
| 2010 | Antalya                                 | Francis Hoenselaar                      | 7 : 5                                   | Julie Gore                              |
| 2012 | Antalya                                 | Patricia De Peuter                      | 7 : 6                                   | Trina Gulliver                          |
| 2014 | Bukarest                                | Anastassija Dobromyslowa                | 7 : 5                                   | Deta Hedman                             |
| 2016 | Egmond aan Zee                          | Sharon Prins                            | 7 : 3                                   | Fallon Sherrock                         |
| 2018 | Budapest                                | Fiona Gaylor                            | 7 : 4                                   | Robyn Byrne                             |
| 2020 | Abgesagt aufgrund der COVID-19-Pandemie | Abgesagt aufgrund der COVID-19-Pandemie | Abgesagt aufgrund der COVID-19-Pandemie | Abgesagt aufgrund der COVID-19-Pandemie |
| 2022 | Gandia                                  | Beau Greaves                            | 7 : 4                                   | Almudena Fajardo                        |
| 2024 | Šamorín                                 | Robyn Byrne                             | 7 : 4                                   | Noa-Lynn van Leuven                     |
| 2026 | Tórshavn                                |                                         | :                                       |                                         |

#### Damendoppel
| Jahr | Austragungsort                          | Sieger                                  | Ergebnis                                | Gegner                                  |
| ---- | --------------------------------------- | --------------------------------------- | --------------------------------------- | --------------------------------------- |
| 1982 | Southend-on-Sea                         | Charlotte Eriksson/Carina Sahlberg      | 3 : 1                                   | Cathie Gibson/Lynn MacKay               |
| 1984 | Den Haag                                | Linda Batten/Sharon Kemp                | 3 : 0                                   | Païvi Lonnroth/Sirpa Levanen            |
| 1986 | Turku                                   | Linda Batten/Jayne Kempster             | 4 : 2                                   | Maarit Fagerholm/Carina Sahlberg        |
| 1988 | Great Yarmouth                          | Linda Rogers/Ann Thomas                 | 4 : 1                                   | Cathie McCullogh/Janette Youngson       |
| 1990 | Verdala                                 | Sharon Colclough/Sue Edwards            | 4 : 0                                   | Vicky Pruim/Rita Lagace                 |
| 1992 | Helsinki                                | Rhian Speed/Sandra Greatbatch           | 4 : 2                                   | ???/???                                 |
| 1994 | Stockholm                               | Deta Hedman/Tammy Montgomery            | 4 : 2                                   | Francis Hoenselaar/Valerie Maytum       |
| 1996 | Bundoran                                | Deta Hedman/Mandy Solomons              | 4 : 0                                   | Dennise Cassidy/Grace Crane             |
| 1998 | Oslo                                    | Trina Gulliver/Mandy Solomons           | 4 : 2                                   | Kristiina Korpi/Linda Nilsson           |
| 2000 | Veldhoven                               | Francis Hoenselaar/Karin Krappen        | 4 : 3                                   | Trina Gulliver/Apylee Jones             |
| 2002 | Mechelen                                | Francis Hoenselaar/Karin Krappen        | 4 : 3                                   | Carina Ekberg/Maud Jansson              |
| 2004 | Tampere                                 | Trina Gulliver/Clare Bywaters           | 4 : 2                                   | Francis Hoenselaar/Karin Krappen        |
| 2006 | Ennis                                   | Trina Gulliver/Clare Bywaters           | 4 : 3                                   | Anne Kirk/Louise Hepburn                |
| 2008 | Kopenhagen                              | Grethel Glasö/Carina Ekberg             | 4 : 1                                   | Julie Gore/Jan Robbins                  |
| 2010 | Antalya                                 | Julie Gore/Rhian Edwards                | 6 : 2                                   | Angela de Ward/Caroline Breen           |
| 2012 | Antalya                                 | Karin Krappen/Tamara Schuur             | 6 : 3                                   | Rhian Edwards/Julie Gore                |
| 2014 | Bukarest                                | Irina Armstrong/Anne Willkomm           | 6 : 5                                   | Aileen de Graaf/Anneke Kuijten          |
| 2016 | Egmond aan Zee                          | Rhian Edwards/Rhian Griffiths           | 6 : 5                                   | Deta Hedman/Lorraine Winstanley         |
| 2018 | Budapest                                | Deta Hedman/Maria O’Brien               | 6 : 5                                   | Lorraine Winstanley/Fallon Sherrock     |
| 2020 | Abgesagt aufgrund der COVID-19-Pandemie | Abgesagt aufgrund der COVID-19-Pandemie | Abgesagt aufgrund der COVID-19-Pandemie | Abgesagt aufgrund der COVID-19-Pandemie |
| 2022 | Gandia                                  | Deta Hedman/Beau Greaves                | 6 : 3                                   | Vicky Pruim/Susianne Hägvall            |
| 2024 | Šamorín                                 | Noa-Lynn van Leuven/Aletta Wajer        | 6 : 3                                   | Rhian O’Sullivan/Eve Watson             |
| 2026 | Tórshavn                                |                                         | :                                       |                                         |

#### Damenteam
| Jahr | Austragungsort                          | Sieger                                                                               | Ergebnis                                | Gegner                                                                                |
| ---- | --------------------------------------- | ------------------------------------------------------------------------------------ | --------------------------------------- | ------------------------------------------------------------------------------------- |
| 2014 | Bukarest                                | England Deta Hedman Lisa Ashton Lorraine Winstanley Trina Gulliver                   | 9 : 3                                   | Niederlande Aileen de Graaf Anneke Kuijten Sharon Prins Tamara Schuur                 |
| 2016 | Egmond aan Zee                          | England Trina Gulliver Deta Hedman Fallon Sherrock Lorraine Winstanley               | 9 : 3                                   | Niederlande Aileen de Graaf Anneke Kuijten Sharon Prins Anca Zijlstra                 |
| 2018 | Budapest                                | England Maria O’Brien Deta Hedman Fallon Sherrock Lorraine Winstanley                | 9 : 1                                   | Niederlande Femke Herms Sharon Prins Anca Zijlstra Vanessa Zuidema                    |
| 2020 | Abgesagt aufgrund der COVID-19-Pandemie | Abgesagt aufgrund der COVID-19-Pandemie                                              | Abgesagt aufgrund der COVID-19-Pandemie | Abgesagt aufgrund der COVID-19-Pandemie                                               |
| 2022 | Gandia                                  | England Lorraine Winstanley Deta Hedman Claire Brookin Beau Greaves                  | 9 : 1                                   | Niederlande Lerena Rietbergen Noa-Lynn van Leuven Priscilla Steenbergen Anca Zijlstra |
| 2024 | Šamorín                                 | Niederlande Noa-Lynn van Leuven Aletta Wajer Lerena Rietbergen Priscilla Steenbergen | 9 : 4                                   | Slowakei Martina Sulovská Lucia Jankovská Katarína Nagyová Nina Stašková              |
| 2026 | Tórshavn                                |                                                                                      | :                                       |                                                                                       |

### Gesamtsiege
| Jahr | Austragungsort                          | Herren                                  | Damen                                   |
| ---- | --------------------------------------- | --------------------------------------- | --------------------------------------- |
| 1978 | Kopenhagen                              | England                                 |                                         |
| 1980 | Ebbw Vale                               | England                                 |                                         |
| 1982 | Southend-on-Sea                         | England                                 | Wales                                   |
| 1984 | Den Haag                                | England                                 | England                                 |
| 1986 | Turku                                   | England                                 | England                                 |
| 1988 | Great Yarmouth                          | England                                 | England                                 |
| 1990 | Verdala                                 | England                                 | England                                 |
| 1992 | Helsinki                                | England                                 | Wales                                   |
| 1994 | Stockholm                               | England                                 | England                                 |
| 1996 | Bundoran                                | England                                 | England                                 |
| 1998 | Oslo                                    | Wales                                   | England                                 |
| 2000 | Veldhoven                               | England                                 | Niederlande                             |
| 2002 | Mechelen                                | Schottland                              | Niederlande                             |
| 2004 | Tampere                                 | Niederlande                             | England                                 |
| 2006 | Ennis                                   | Niederlande                             | England                                 |
| 2008 | Kopenhagen                              | Dänemark                                | Schottland                              |
| 2010 | Antalya                                 | England                                 | Wales                                   |
| 2012 | Antalya                                 | Niederlande                             | Niederlande                             |
| 2014 | Bukarest                                | England                                 | England                                 |
| 2016 | Egmond aan Zee                          | Niederlande                             | England                                 |
| 2018 | Budapest                                | England                                 | England                                 |
| 2020 | Abgesagt aufgrund der COVID-19-Pandemie | Abgesagt aufgrund der COVID-19-Pandemie | Abgesagt aufgrund der COVID-19-Pandemie |
| 2022 | Gandia                                  | England                                 | England                                 |
| 2024 | Šamorín                                 | Schweden                                | Niederlande                             |
| 2026 | Tórshavn                                |                                         |                                         |

## Rekorde
Meiste Goldmedaillen:
- Insgesamt (Spieler): John Lowe, Martin Adams (10)
- Insgesamt (Nation):  England (52)
  - Herren (Spieler): John Lowe, Martin Adams (10)
  - Herren (Nation):  England (32)
    - Herreneinzel (Spieler): John Lowe (3)
    - Herreneinzel (Nation):  England (10)
    - Herrendoppel (Spieler): Martin Adams (4)
    - Herrendoppel (Nation):  England (9)
    - Herrenteam (Spieler): Eric Bristow, John Lowe, Martin Adams (5)
    - Herrenteam (Nation):  England (12)

  - Damen (Spielerin): Trina Gulliver (7)
  - Damen (Nation):  England (20)
    - Dameneinzel (Spielerin): Francis Hoenselaar (3)
    - Dameneinzel (Nation):  England (8)
    - Damendoppel (Spielerin): Trina Gulliver, Deta Hedman (3)
    - Damendoppel (Nation):  England (9)
    - Damenteam (Spielerin): Deta Hedman (3)
    - Damenteam (Nation):  England (3)